# Woodlawn (Illinois)
Woodlawn és una població dels Estats Units a l'estat d'Illinois. Segons el cens del 2000 tenia 630 habitants.

## Demografia
Segons el cens del 2000, Woodlawn tenia 630 habitants, 241 habitatges, i 185 famílies. La densitat de població era de 342,6 habitants/km².
Dels 241 habitatges en un 41,1% hi vivien nens de menys de 18 anys, en un 59,3% hi vivien parelles casades, en un 13,7% dones solteres, i en un 23,2% no eren unitats familiars. En el 20,7% dels habitatges hi vivien persones soles el 9,1% de les quals corresponia a persones de 65 anys o més que vivien soles. El nombre mitjà de persones vivint en cada habitatge era de 2,61 i el nombre mitjà de persones que vivien en cada família era de 2,99.
Per edats la població es repartia de la següent manera: un 31,4% tenia menys de 18 anys, un 6,7% entre 18 i 24, un 34,8% entre 25 i 44, un 16% de 45 a 60 i un 11,1% 65 anys o més.
L'edat mediana era de 34 anys. Per cada 100 dones de 18 o més anys hi havia 85,4 homes.
La renda mediana per habitatge era de 40.000 $ i la renda mediana per família de 46.250 $. Els homes tenien una renda mediana de 40.104 $ mentre que les dones 19.643 $. La renda per capita de la població era de 16.013 $. Aproximadament el 8% de les famílies i l'11,4% de la població estaven per davall del llindar de pobresa.

## Poblacions més properes
El següent diagrama mostra les poblacions més properes.